# Condado de Knox (Illinois)
El condado de Knox (en inglés: Knox County) es un condado en el estado estadounidense de Illinois. En el censo de 2000 el condado tenía una población de 55 836 habitantes. Forma parte del área micropolitana de Galesburg. La sede de condado es Galesburg. El condado fue formado en 1825 a partir de una porción del condado de Fulton. Fue nombrado en honor a Henry Knox, el primer Secretario de Guerra de los Estados Unidos.

## Geografía
Según la Oficina del Censo, el condado tiene un área total de 1864 km² (720 sq mi), de la cual 1855 km² (716 sq mi) es tierra y 9 km² (3 sq mi) (0,48%) es agua.

### Condados adyacentes
- Condado de Henry (norte)
- Condado de Stark (este)
- Condado de Peoria (sureste)
- Condado de Fulton (sur)
- Condado de Warren (oeste)
- Condado de Mercer (noroeste)

## Autopistas importantes
- Interestatal 74
- U.S. Route 34
- U.S. Route 150
- Ruta Estatal de Illinois 8
- Ruta Estatal de Illinois 17
- Ruta Estatal de Illinois 41
- Ruta Estatal de Illinois 78
- Ruta Estatal de Illinois 97
- Ruta Estatal de Illinois 116
- Ruta Estatal de Illinois 164
- Ruta Estatal de Illinois 167
- Ruta Estatal de Illinois 180

## Demografía
En el  censo de 2000, hubo 55 836 personas, 22 056 hogares y 14 424 familias residiendo en el condado. La densidad poblacional era de 78 personas por milla cuadrada (30/km²). En el 2000 había 23 717 unidades habitacionales en una densidad de 33 por milla cuadrada (13/km²). La demografía del condado era de 89,86% blancos, 6,29% afroamericanos, 0,19% amerindios, 0,69% asiáticos, 0,01% isleños del Pacífico, 1,57% de otras razas y 1,39% de dos o más razas. 3,40% de la población era de origen hispano o latino de cualquier raza. 
La renta promedio para un hogar del condado era de $35 407 y el ingreso promedio para una familia era de $44 010. En 2000 los hombres tenían un ingreso medio de $32 151 versus $21 662 para las mujeres. La renta per cápita para el condado era de $17 985 y el 11,10% de la población estaba bajo el umbral de pobreza nacional.

## Ciudades y pueblos
| - Abingdon - Altona - Centerville - Dahinda | - East Galesburg - Farmington - Galesburg - Gilson | - Henderson - Knoxville - London Mills - Maquon | - Oak Run - Oneida - Rio - St. Augustine | - Victoria - Wataga - Williamsfield - Yates City |